# HD 101570
HD 101570，又名CP-61 2514，SAO 251535、HR 4499，是一颗恒星，视星等为4.94，位于銀經294.78，銀緯-0.34，其B1900.0坐标为赤經11h 36m 9.8s，赤緯-61° -0.34′ 8″。